# Villa Ferch-Erggelet

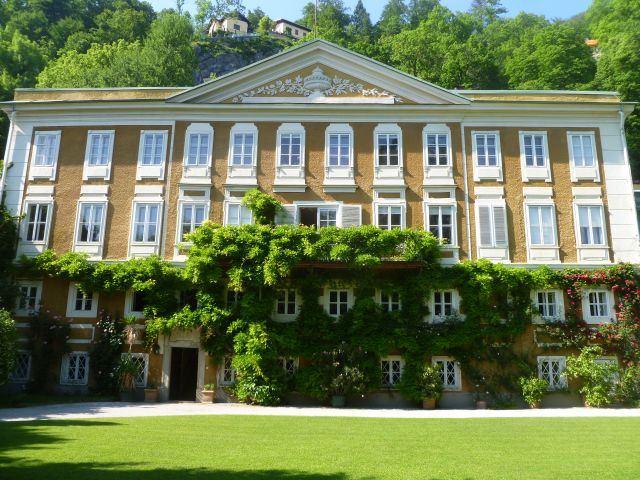
Villa Ferch-Erggelet

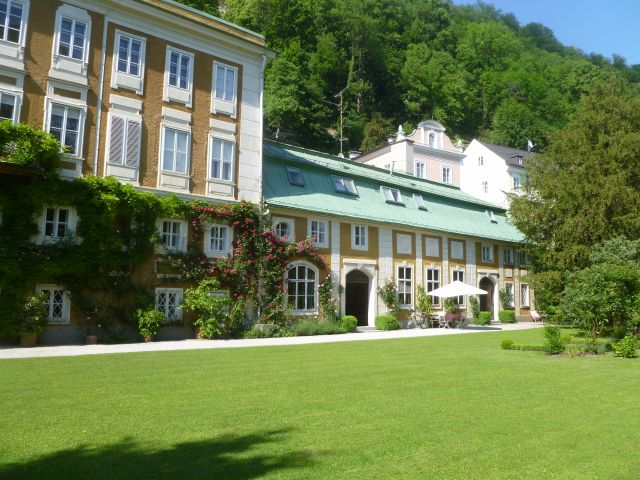
Villa Ferch-Erggelet: Seitentrakt

Die Villa Ferch-Erggelet (eigentlich Lederfabrik Zezi oder Lederfabrik Neustein) ist ein schlossartiges Fabrikgebäude am Beginn der Arenbergstraße in Salzburg. Es liegt am südlichsten Rand der rechten Altstadt im Raum Äußerer Stein. Der Name „Villa Ferch-Erggelet“ ist erst seit Beginn des 21. Jahrhunderts in Gebrauch.

## Geschichte
Ein Vorgängerbau des heutigen Gebäudes besaß den Namen Neustein und wurde 1596 erstmals in Urkunden erwähnt. Das kleine Haus gehörte zum Gut Bürglstein. Seit etwa 1700 wohnten dort etwa acht Ordensbrüder der Bartholomäer, die 1773 ins Bürgerspitals-Kaplanhaus übersiedelten und 1783 als Salzburger Institution aufgelöst wurden.
1783 erwarb Christian Zezi, der Besitzer des Zezihauses und der Firma Jos. Ant. Zezi, das Gebäude. Er ließ das alte Haus 1787 weitgehend abreißen und gemeinsam mit Vital Schwendtner dort vom Salzburger Hofbaumeister Georg Laschensky eine neue Lederfabrik mit stattlicher Fassade errichten. Das Gebäude sieht dabei völlig anders aus, als man sich Fabriken des 19. Jahrhunderts gemeinhin vorstellt. Der Salzburger Historiker Lorenz Hübner schrieb, dass es „[…] vom jenseitigen Gestade des Salzachstroms einen sehr gefälligen Anblick […]“ gewähre. Im Jahr 1800 verarbeiten dort 19 Arbeiter jährlich 1200 inländische Rinds- und Kalbslederhäute.
1872 erwirbt Kajetan Schneeberger vom Guggenthaler Bräu Weickl die Fabrik und ebenso das Gartenstöckl oberhalb und den Stadl mit den Stallungen. 1886 wird Max Freiherr von Eggelet neuer Besitzer. Von 1931 bis 1938 führt Frau Marianne Eggelet hier ihren für Salzburg einmaligen „Tearoom“. 
Heute wird das Haus mit seinen zwei prunkvollen, holzvertäfelten Räumen und seinem Gewölbe mitsamt dem großen Garten für Empfänge, Banketts oder Konzerte vermietet.